# Max Mittelstein
Rudolf Albert Max Mittelstein (* 21. September 1861 in Hamburg-St. Georg; † 25. September 1927 in Hamburg) war ein deutscher Richter.

## Leben
Mittelstein wuchs in Hamburg als Sohn eines Beamten auf. Nach dem erfolgreichen Besuch einer Schule in Altona wechselte er 1879 auf das Johanneum, das er 1881 mit dem besten Abitur seines Jahrganges abschloss. Gefördert durch ein Stipendium studierte Mittelstein Rechtswissenschaften in Göttingen, Leipzig und Kiel. In Kiel legte er 1884 die juristische Staatsprüfung ab; im selben Jahr erlangte er einen Doktortitel an der Friedrich-Schiller-Universität Jena. Anschließend wurde Mittelstein Referendar im Hamburgischen Staatsdienst und legte 1887 das 2. Staatsexamen ab. Es folgte eine zweijährige Tätigkeit als Assessor, 1889 wurde er zum Amtsrichter ernannt. 1893 erfolgte die Berufung zum Hilfsrichter am Hanseatischen Oberlandesgericht, 1895 wurde Mittelstein durch den Lübecker Senat zum Oberlandesgerichtsrat gewählt. 1912 wurde er Präsident des 5. Zivilsenates und am 1. Oktober 1921 wurde er zum Präsidenten des Hanseatischen Oberlandesgericht berufen, nachdem Gustav Hansen in den Ruhestand getreten war.
Mittelstein gehörte von 1901 bis 1921 der Hamburgischen Bürgerschaft an. Zuerst für die Fraktion der Rechten, später für die Deutsche Volkspartei.
An der Errichtung der Hamburger Universität, für deren Einrichtung er sich in der Bürgerschaft vehement einsetzte, hatte Mittelstein einen großen Anteil. Der Beschluss der Bürgerschaft, der zur Gründung der Universität 1919 führte, erfolgte auf Antrag von Mittelstein und Genossen. Mittelstein war später erst als Lehrbeauftragter, später als Honorarprofessor an der Hamburger Universität tätig.
Max Mittelstein ruht in der Familiengrabstätte auf dem Friedhof Ohlsdorf (Planquadrat Z 23).

## Schriften (Auswahl)
- Die Einkindschaft nach Hamburgischem Recht. Hamburg, Seippel, 1886
- Deutsches Schiffspfandrecht und Schiffsgläubigerrecht. 1889
- Die Miete nach dem Rechte des Deutschen Reiches. 1900
- Georg Schaps:  Das deutsche Seerecht. Nach dem Tode des Verf. fertiggestellt und hrsg. von Max Mittelstein und Julius Sebba. 1. Handelsgesetzbuch : viertes Buch. Leipzig: de Gruyter, 1921
- Georg Schaps: Das deutsche Seerecht. 2. (Nebengesetze). Nach dem Tode des Verf. fertiggestellt und hrsg. von Max Mittelstein und Julius Sebba. Leipzig: de Gruyter, 1929

## Weblink
- Literatur von und über Max Mittelstein im Katalog der Deutschen Nationalbibliothek

| Personendaten    | Personendaten                        |
| ---------------- | ------------------------------------ |
| NAME             | Mittelstein, Max                     |
| ALTERNATIVNAMEN  | Mittelstein, Rudolf Albert Max       |
| KURZBESCHREIBUNG | deutscher Jurist und Politiker, MdHB |
| GEBURTSDATUM     | 21. September 1861                   |
| GEBURTSORT       | Hamburg-St. Georg                    |
| STERBEDATUM      | 25. September 1927                   |
| STERBEORT        | Hamburg                              |